# Hedus
Els hedus o edus (llatí Aedui, Haedui o Hedui) foren un poble gal originat en una branca dels sèquans dels que estaven separats a l'est pel riu Arar (Saona). Tenien per veïns a l'oest els bitúriges, al nord-est els lingons i al sud els segusiaves. La seva capital fou Bibracte (avui Autun), una altra ciutat era Novodunum.

## Etimologia
Aedui (o Hedui, Haedui, Hædui) per als romans, Aidousioi a les Cròniques de l'atenenc Apol·lodor. Tots aquests termes provenen d'una mateixa arrel que tant dona termes grecs com mots de llengües cèltiques:
- aithô (inflamar, cremar) en grec antic
- aed (el foc) en irlandès
- aidd (el zel) en gal·lès

Per tant, els Hedus serien Els ardents, Els homes de foc.

## Història
En temps de Juli Cèsar eren sotmesos als sèquans i es van declarar amics de Roma i el seu cap Divitacus va anar a Roma a demanar assistència al senat per assolir la independència, però no foren atesos. Cèsar però els va restaurar la llibertat (58 aC) sota el cap Vergobretus, elegit per períodes d'un any pels sacerdots, i que a més era jutge suprem. Els segusiaves, els ambivarets (al nord) i els aulercs o aulmecis van ser posats sota la seva dependència. Cèsar va permetre l'establiment al seu territori d'un grup de Bois, que s'establiren a la ciutat de Gergovia de localització desconeguda però que cal no confondre amb la Gergovia dels arverns.
A principis d'abril del 52 aC, Juli Cèsar, quan estava decidit a reprendre la campanya militar per ocupar definitivament tota la Gàl·lia, hagué d'intervenir per evitar una guerra civil entre els hedus, ja que, a diferència de la tradició, s'havien establert dos magistrats suprems amb el poder real: Convittolitave i Coto, i cada un havia determinat que la nació sencera es mobilitzés, i el Senat es va dividir, i cada un dels dos contendents tenien els seus clients.
El 42 aC es van unir a la revolta contra Roma, però foren sotmesos. L'any 21 aC el cap Juli Sacrovir es va revoltar i va ocupar Augustodunum però fou derrotat per Gai Sili.

## Confederació hèdua

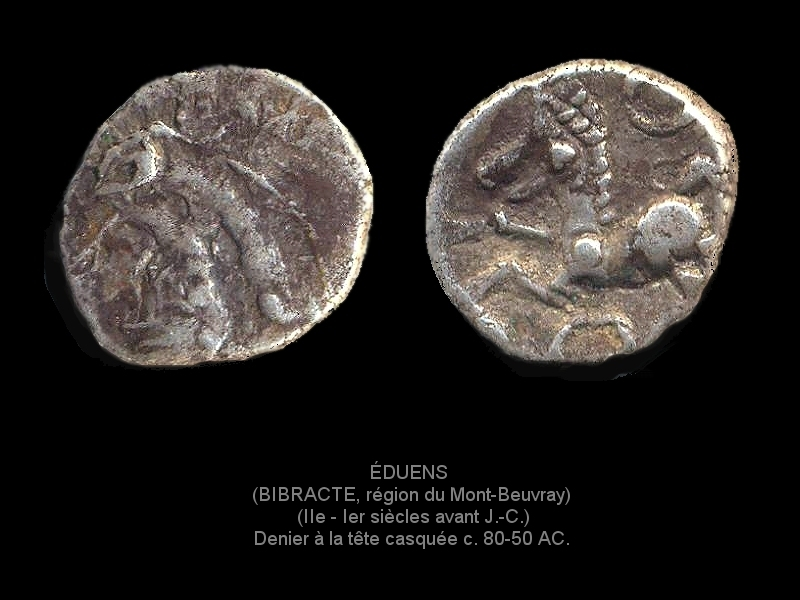
Monedes d'argent dels hedus.

Els hedus varen ser un dels pobles més poderosos de la Gàl·lia. La seva influència arribava a molta distància i va fer que, amb els anys, teixissin una extensa xarxa d'aliances i domini sobre altres tribus que ha estat anomenada "confederació hèdua". D'entre totes aquestes tribus, les més representatives eren aquestes:
- Pobles clients: Ambivareti i Mandubii
- Pobles aliats i subordinats: Ambarri i Segusiavi
- Altres pobles de la "confederació hèdua": Bituriges Cubi, Aulerci Brannovices, Senones, Parisii i Bellovaci